# Mary Kawennatakie Adams
Mary Kawennatakie Adams (24 de enero de 1917 – 23 de mayo de 1999) fue una artista textil de las Naciones Originarias de Canadá. También se la conocía como Mary Kawennatakie.

## Trayectoria
Nació en la Nación Mohawk en Akwesasne; su nombre Mohawk Kawennatakie significa "voz que se aproxima". Adams aprendió a tejer cestas de su madre. Hizo y vendió cestas para mantenerse y para mantener a su hermano. Adams enseñaría más tarde la creación de cestas en la reserva Mohawk en Akwesasne.
En 1980 presentó al Papa Juan Pablo II una cesta especialmente hecha para honrar la beatificación de Kateri Tekakwitha. En 1997, recibió un premio a la excelencia en el Arte Iroqués. Adams fue incluida en la exposición de 1998 "Cruzando el Umbral", centrando las artistas mujeres.
Se casó en 1934; la pareja tuvo doce hijos.
Falleció en la casa de su hija en Fort Covington (Nueva York), a los 82 años de edad.
Su trabajo se encuentra en las colecciones del Museo indio iroqués de Nueva York, la Galería de Arte de Thunder Bay, la Colección de Arte del gobernador de Nueva York en Albany, y el Instituto Smithsoniano en Washington.